# Albanh
Albanh (en francès Alban) és un municipi occità del Llenguadoc, situat al departament del Tarn i a la regió d'Occitània.

## Geografia

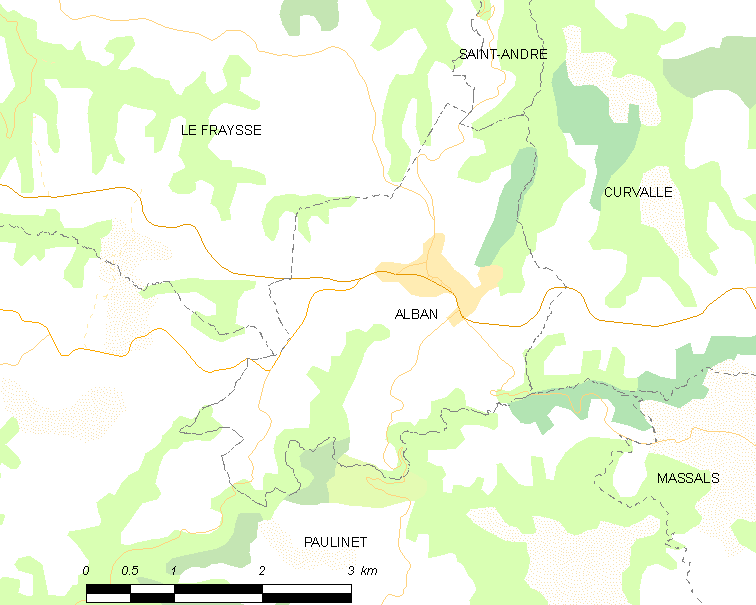
Mapa de la comuna d'Albanh

## Administració i política
Alcaldes
| Període   | Identitat           | Partit        |
| --------- | ------------------- | ------------- |
| 2001-2008 | Jacques Fabas       | Divers droite |
| 2008-2014 | Marin Pousthomis    |               |
| 2014-     | Jean-Louis Fournier |               |
| 2014-     | Bernard Lafon       |               |

## Demografia

Població 1962-2008

| 1836                                       | 1962 | 1968 | 1975 | 1982 | 1990 | 1999 | 2006 | 2018 |
| ------------------------------------------ | ---- | ---- | ---- | ---- | ---- | ---- | ---- | ---- |
| 680                                        | 899  | 994  | 935  | 921  | 904  | 848  | 940  | 937  |
| Des de 1962: població sense dobles comptes |      |      |      |      |      |      |      |      |